# Рокитнянський маслозавод
Рокитнянський маслозавод — підприємство харчової промисловості України, розташоване в смт Рокитне Київської області.
Завод розпочав свою роботу у 1928 році. На підприємстві в той час працювало 24 працівники, в день перероблялось 2—3 тонни молока. Всі роботи здійснювались вручну: крутили механізми, вантажили, заготовляли лід взимку для охолодження.
У 1930-40 роках перероблялось 8-10 тонн молока щоденно. На підприємстві виготовляли молоко розливне 3,6 % жирності, сухе молоко.
Під час Німецько-радянської війни на заводі був розташований мобілізаційний пункт. В повоєнні часи Рокитнянський маслозавод відновив свою роботу і розширив регіони, з яких заготовляли молоко: повністю був охоплений Рокитнянський район і частина Білоцерківського району. Обсяги виробництва продукції постійно збільшувались. Так, якщо у 1950 році підприємством було виготовлено 50 тонн масла вершкового, то у 1990 році — 827 тонн.
Окрім масла, на заводі виготовляли казеїн технічний, сухе молоко, морозиво, молоко розливне 3,6 %, сметану 36 %, сир 9-18 %, сир знежирений. Щорічно підприємством перероблялось 26—28 тисяч тонн молока.
В свій час Рокитнянський маслозавод очолювали директори Кашуба П. Т., Лобко М. М., Мітлицький П. В., під керівництвом яких колектив підприємства досягав значних успіхів в роботі.
Весь цей час підприємство було підпорядковане київському управлінню молочної промисловості, а пізніше входило до складу асоціації «Київмолоко».
У 1992 році колектив маслозаводу взяв підприємство в оренду, а в 1995 році було створено закрите акціонерне товариство «Рокитнянський маслозавод».
Найкращі перетворення завод відчув з приходом у 1997 році нинішнього директора — Сіренка Михайла Миколайовича. Маючи великі борги і старе обладнання, довелося виводити підприємство з кризи. Купуючи вживане обладнання, ремонтуючи і відновлюючи його, на заводі був створений цех фасування цільномолочної продукції, оновлене обладнання компресорної, встановлено нове холодильне устаткування, створювався і власний автопарк.
У 2002 році було змінено форму власності і назву підприємства — із ЗАТ «Рокитнянський маслозавод» в приватне підприємство «Сімол», на якому сьогодні працює колектив з 70 працівників.
ПП «Сімол» знають як надійного партнера сільськогосподарські товариства та населення Рокитнянського, Таращанського, Білоцерківського та Кагарлицького районів, які вже не перший рік відправляють своє молоко саме на цей завод, де щоденно переробляється 30-40 тонн молока.
На даний час підприємством виготовляється більше 15 найменувань продукції: масло вершкове, сметана, молоко різного відсотку жирності, кефіри, ряжанка, сир і т. д., все це фасується в сучасну упаковку, має привабливий вигляд та є абсолютно натуральним. Продукцію ПП «Сімол», яка відпускається під торговою маркою «Рокитняночка», доставляють на прилавки торгових підприємств міст Києва, Білої Церкви, Таращі, Василькова, Кременчука, Кропивницького, Донецька, Івано-Франківська та інших міст.